# 開示手続
開示手続（かいじてつづき、英: Discovery）とは、訴訟等における証拠等の開示に関する手続の総称である。

## 米国法

### 米国の民事訴訟における手続
米国の民事訴訟において当事者が相手方に証拠の開示を求める手続を「ディスカバリー（英: discovery）という。ディスカバリーの対象は、証拠だけでなく争点を明確にするための情報など訴訟物に関する広範な情報に及ぶ。
民事上の開示手続は1938年の連邦民事訴訟規則の制定時に導入された。これには開示の範囲に不整合があったが、1946年連邦民事訴訟規則26条を開示手続の一般規定とする改正が行なわれてある程度解消された。
1993年の連邦民事訴訟規則改正で相手方の要求なく情報を開示する当然開示の制度が導入され、開示手続は当然開示（disclosure）と請求開示（discovery）で構成されることになった。
2006年の連邦民事訴訟規則改正で、電子的に記録された情報にも開示義務が課せられる電子情報開示（e-discovery）の規定が整備された
2015年の連邦民事訴訟規則改正で、開示義務負担の義務を企図しつつ、Form 18の廃止によって特許侵害事件における原告の十分な事実説明が求められるなど、近時の民事訴訟事件のための手続の適正化が行われた。
ディスカバリーの例外として、ワークプロダクトの法理（英: The work product doctrin）および弁護士・依頼者間秘匿特権（英: Attorney-client priviledge）があり、これらのいずれかの適用を受ける文書はディスカバリーから除外される。

### 米国の刑事訴訟における手続
米国法の刑事手続の開示手続は連邦刑事規則に定められており、証拠だけでなく被告人の防御活動に必要な情報の開示が規定されている。

## 日本法
日本法においては、裁判の事前に情報を得る手段としては、行政や民間組織に対する「情報公開手続」（ディスクロージャー）もある。
米国のディスカバリー (Discovery) に相当する強力な開示手続として、日本の民事訴訟法には文書提出命令があり裁判所が命令を行った事例もある。その他の民事訴訟法上の開示手続は違反に対する制裁こそないが、裁判官の自由心証主義に不利益推認などの影響を与えないとは言えない。

### 行政等による情報公開手続
行政機関のほか、司法機関も司法行政文書については情報公開法を援用して情報公開を行っており、不開示の場合には異議申立が可能である。

### 民間機関がする情報公開
全国銀行協会、生命保険協会などの業界団体は、登録情報の正確性の確保や相続問題などのため、登録情報等の開示手続を定めている。
また、自賠法に基づく自動車損害賠償責任保険の調査内容に対する開示請求など、各法律に定められた情報公開手続も存在する。
インターネット・プロバイダがする発信者情報開示は、特定電気通信役務提供者の損害賠償責任の制限及び発信者情報の開示に関する法律に基づいて行われる。

### 当事者照会による開示手続
日本における民事訴訟においては、民事訴訟法第163条に基づき、訴訟提起前や訴訟係属中に当事者照会を行うことができる。
提訴前に当事者照会を行うためには、民事訴訟法第132条の2以下に基づく訴えの提起を予告する通知（いわゆる提訴予告通知）を予め行っておく必要がある。
当事者は、相手方に対して主張または立証を準備するために必要な事項について、相当の期間を定めて書面で回答するよう書面で照会をすることができる。
照会を受けた側の当事者は法的に回答義務を負うが、回答違反に対する制裁は法定されておらず、実質的に強制力はない。ただし、当該訴訟における実体法上の論点が説明義務違反の有無等である場合は、被照会者が回答を拒否したという事実自体が意味を持ちうる。
当事者照会を行った側が回答を得た場合には、準備書面中で「原告は、Ｄに対し、本件投稿を行った者が誰であるかについて、訴え提起前の当事者照会を行ったところ、Ｄから、息子である被告が本件投稿を行った旨の回答を得た（乙x）。したがって、本件投稿者は被告である」のように主張を行う。

### 弁護士会照会
弁護士法第23条の2に基づき、弁護士は、受任している事件について、所属弁護士会に対して、公務所または公私の団体に照会して必要な事項の報告を求めることができる。これを一般に弁護士会照会または23条の2照会という。
訴訟を前提としないと行い得ない当事者照会とは異なり、訴訟を前提とせずとも利用可能であるが、照会を申し出る権限は事件を受任した弁護士にしかなく、当事者本人による申立ては認められない。
弁護士が申し出た照会が実施されるか否かは、弁護士会における審査結果による。
適法に弁護士会照会が発せられた場合には、被照会者には報告（回答）義務が生じる。当事者照会と同様、当該義務違反に対する直接の制裁は法定されていないものの、回答拒否等により違法に照会申出者またはその依頼者の利益を侵害する場合には、不法行為に基づき損害賠償責任を負う可能性がある。被照会者は、自己の責任において回答をすべきか否かを判断する必要がある。

### 民事裁判所がする財産開示手続
日本の裁判所の財産開示手続は、債権者が債務者の財産に関する情報を取得するために設けられた手続である。

### 日本の刑事訴訟における証拠開示
日本の刑事手続においては、起訴前の段階に関する証拠開示の制度は法定されていない。
起訴後においては、2004年の刑事訴訟法改正により以下のような証拠開示の制度が規定された。同改正以前においては制度が存在せず、裁判所が訴訟指揮権に基づき個別に証拠開示を命じる個別開示方式に依存していた。
検察官請求証拠開示
- 公判前整理手続に付されている事件においては、検察官は、公判前整理手続において、公判において証明する予定の事実を裁判所に提出し、被告人または弁護人に送付したうえで証拠調べの請求を行わなければならない（刑事訴訟法第316条の13）。公判開始前に開示義務を生じさせる規定は、2004年改正で初めて導入されたものである[15]。なお、公判前整理手続に付された事件については、原則的に公判における新たな証拠調べの請求は禁止される（刑事訴訟法第316条の32）。

- 請求証拠開示の際、検察官は、証拠書類・証拠物を弁護人に閲覧・謄写する機会を与えなければならない。また、証人、鑑定人、通訳人や翻訳人がある場合には、その氏名および住居を通知し、それらの者による供述を録取した書面から、「その者の公判期日において供述すると思料する内容が明らかになる」部分を閲覧・謄写させる必要がある（刑事訴訟法第316条の14）。証人等について、改正前には氏名および住居の通知義務のみが規定されていた（改正前刑事訴訟法第299条第1項）ところ、供述録取書面についても自動的に開示されることが規定された点が新しい[15]。

類型証拠開示
- 検察官請求証拠の証明力判断のために重要と認められる場合、法定の一定の類型の証拠について、検察官による開示義務およびその手続が規定されている（刑事訴訟法第316条の15以下）。

争点関連証拠開示
- 弁護側は、公判前整理手続において公判で主張する予定の事実または法的主張について開示する必要があるが（刑事訴訟法第316条の17）、その上で、検察官は弁護側の主張に関連する証拠を開示する義務を負うこととされた（刑事訴訟法第316条の20）。

- 上記のとおり、弁護側も検察側に対する証拠開示義務を負っている。具体的には以下のとおりである。
  1. 弁護側請求予定証拠書類・証拠物がある場合には、検察官に閲覧・謄写の機会を与えなければならない（刑事訴訟法第316条の18第1号）。
  2. 弁護側が証人等を申請する場合には検察官にその氏名および住居を知らせ、供述書面がある場合には、その証人等が証言すると思料する内容が明らかになるものを閲覧・謄写する機会を与えなければならない（刑事訴訟法第316条の18第2号）。

## イギリス法
イギリスのディスクローズ・アンド・バーリング・サービス（Disclosure and Barring Service, DBS）は、子供や高齢者など立場の弱い大人の支援業務に適さない可能性のある候補者を特定するサービスである。公務所や民間企業、ボランティア組織の採用者がより安全な採用決定を下せるよう、犯罪歴情報への幅広いアクセスが実現されている。